# 埃格爾湖 (伯爾尼)
46°56′40″N 7°27′54″E / 46.94447°N 7.46487°E
埃格爾湖（Egelsee），是瑞士的湖泊，位於該國西部，由伯爾尼負責管轄，面積0.02平方公里，海拔高度550米，最大水深3.4米，該湖泊在幾年來凍結得足夠滑冰。